# لويزة إبطية
لويزة إبطية (الاسم العلمي:Aloysia axillaris) هو نوع نباتي يتبع جنس اللويزة من فصيلة اللويزية